# Milutin Dostanić
Milutin R. Dostanič [milútin dóstanić] (srbsko Милутин Р. Достанић, latinizirano: Milutin R. Dostanić), srbski matematik, † 3. februar 1958, Turica pri Guči, FLRJ (sedaj Srbija), * 14. januar 2014, Beograd, Srbija.
Dostanić je svojo znanstveno pozornost usmeril na funkcionalno analizo in teorijo operatorjev.

## Življenje in delo
Rodil se je v družini očeta Radoslava in matere Nadežde. Imel je starejšega brata Andrijo. Svojo mladost je preživel v Parmencu, kjer je končal prve štiri razrede osnovne šole. Leta 1973 je zaključil Osnovno šolo »Ratko Mitrović« v Čačku kot najboljši učenec. Končal je prvi letnik čačanske gimnazije. Nato se je izpisal in odšel na Matematično gimnazijo v Beogradu, kjer je maturiral leta 1977.
Diplomiral je leta 1980 na Prirodoslovno-matematični fakulteti v Beogradu (PMF) po dveh letih in desetih mesecih. Leta 1981 so ga izbrali za asistenta pripravnika na Prirodoslovno-matematični fakulteti v Kragujevcu. Na PMF je januarja 1982 opravil magisterij. 3. julija 1984 je na isti fakulteti doktoriral pri profesorju Branislavu Mirkoviću in branil disertacijo, ki jo je pripravil na Mehansko-matematični fakulteti Državne univerze v Moskvi pri profesorju Anatoliju Gordejeviču Kostjučenku.
Na PMF v Kragujevcu so ga leta 1984 izbrali za docenta. Po odsluženju vojaškega roka se je zaposlil na Inštitutu za uporabno matematiko in elektroniko v Beogradu, kjer je delal do 30. maja 1994.
V letu 1994 so ga izbrali za docenta na Matematični fakulteti v Beogradu, za izrednega profesorja leta 1999 in za rednega profesorja leta 2003. Predaval je Analizo III in Realne in kompleksne funkcije.
Za seboj je pustil veliko znanstveno delo s področja matematične analize. Objavil je prek sto znanstvenih del, od katerih veliko v najbolj citiranih znanstvenih revijah. Objavljal je teme s področja variacijskega računa, optimizacije, optimalne kontrole, Fourierove analize, funkcionalne analize, realnih funkcij, teorije funkcij kompleksne spremenljivke, teorije funkcij več kompleksnih spremenljivk, analitičnih prostorov, teorije operatorjev, operatorskega računa, integralskih transformacij, navadnih in parcialnih diferencialnih enačb, informacij, komunikacij, tokokrogov.

## Izbrana bibliografija

### Disertacije
- ——— (1982). Neke analogije između Hardijevih prostora u disku i poluravni (magistrska naloga). Prirodoslovno-matematična fakulteta v Beogradu.
- ——— (1984a). Potpunost, minimalnost i bazisnost svojstvenih funkcija pramenova diferencijalnih operatora. elibrary.matf.bg.ac.rs/ (doktorska disertacija). Prorodoslovno-matematična fakulteta v Beogradu. COBISS.SR 88804359. Pridobljeno 23. julija 2014.

### Knjige
1. Arsenović, Miloš; ———; Jocić, Danko (1998), Теорија мере, Функционална анализа, Теорија оператора, Beograd: Zavod za udžbenike, ISBN 86-7589-003-6, COBISS.SR 70394380, pridobljeno 23. julija 2014
2. ——— (2008),  Ljušić, Radoš (ur.), Енциклопедија српског народа, Beograd: Zavod za udžbenike, ISBN 978-86-17-15732-4, OCLC 301887254, COBISS.SR 151806732, pridobljeno 23. julija 2014

### Znanstveni članki
1. ——— (1984b), »О полноте и минимальности некоторых систем функций«, Matematički Vesnik (v ruščini), 36 (2): 125–136, ISSN 0025-5165, Zbl 0567.42007
2. ——— (1984c), »Одно достаточное условие для того чтобы система {e−αλnxsinλnx}∞n=1 не была базисом в пространстве L2(0,π)«, Matematički Vesnik (v ruščini), 36 (3): 192–194, ISSN 0025-5165, Zbl 0562.42024
3. ——— (1989a), »Properties of the System of Eigenfunctions for a Boundary Value Problem for a Functional Differential Equation with a Discontinuous Coefficient«, Radovi Matematički, 5 (1): 41–51, COBISS 11588354, ISSN 0352-6100, Zbl 0677.34021, COBISS.SR 11588354, pridobljeno 23. julija 2014
4. ——— (1989b), »Generalizations of Mercer's theorem for a class of nonselfadjoint operators«, Matematički Vesnik, Evropska digitalna matematična knjižnica – EuDML, 41 (2): 77–82, ISSN 0025-5165, Zbl 0712.47028, pridobljeno 23. julija 2014
5. ——— (Avgust 1990), »On the completeness of the system of function {e−αλnxsinλnx}∞n=1«, Journal of Mathematical Analysis and Applications, ScienceDirect, 150 (2): 519–527, doi:10.1016/0022-247X(90)90120-5, ISSN 1096-0813, Zbl 0719.42030
6. ——— (15. november 1991a), »The generalization of the Keldysh theorem«, Journal of Mathematical Analysis and Applications, ScienceDirect, 162 (1): 7–12, doi:10.1016/0022-247X(91)90175-Y, ISSN 1096-0813, Zbl 0774.47003, COBISS.SR 7920143
7. ——— (1991b), »The regularized trace for nuclear perturbations of discrete operators«, Publications de l'Institut Mathématique, nouvelle série, Evropski matematični informacijski servis (EMIS), 50(64): 141–151, ISSN 0350-1302, Zbl 0759.47012, pridobljeno 23. julija 2014
8. ———; Milinković, Darko Z. (1992a), »Coherent states and frames in the Bargman space of entire functions«, Publications de l'Institut Mathématique, nouvelle série, EMIS, 51(65): 48–54, ISSN 0350-1302, Zbl 0767.30004, pridobljeno 23. julija 2014
9. ———; Milosavljević, Milan M. (1992b), »On generalized sampling expansions associated with Riesz bases on space L#(-#,#)«, Publikacije Elektrotehničkog fakulteta - Serija Automatika, Elektrotehniška fakulteta v Beogradu, 1: 43–52, ISSN 0354-124X, COBISS.SR 37689602
10. ——— (15. maj 1993a), »Asymptotic Behavior of the Singular Values of Fractional Integral Operators«, Journal of Mathematical Analysis and Applications, ScienceDirect, 175 (2): 380–391, doi:10.1006/jmaa.1993.1177, ISSN 1096-0813, Zbl 0777.45006
11. ———; Milosavljević, Milan M. (1993b), »On irregular sampling theorems for functions bandlimited in a generalized sense« (PDF), Publikacije Elektrotehničkog fakulteta - Serija Matematika, Univerza v Beogradu (sedaj Applicable Analysis and Discrete Mathematics), Elektrotehniška fakulteta v Beogradu, 4: 105–109, ISSN 0353-8893, Zbl 0805.30020, COBISS.SR 39742210, pridobljeno 23. julija 2014
12. ——— (1993c), »Generalization of the Mercer theorem«, Publications de l'Institut Mathématique, nouvelle série, EMIS, 54(68): 63–70, ISSN 0350-1302, Zbl 0816.47031, pridobljeno 24. julija 2014
13. ——— (1993d), »Trace formula for nonnuclear perturbations of selfadjoint operators«, Publications de l'Institut Mathématique, nouvelle série, EMIS, 54(68): 71–79, ISSN 0350-1302, Zbl 0815.47019, pridobljeno 24. julija 2014
14. ——— (1993e), »On the expansion theorem for a certain boundary value problem for a functional-differential equation«, Matematički Vesnik, EMIS, 45 (1–4): 11–17, ISSN 0025-5165, Zbl 0822.34067, pridobljeno 24. julija 2014
15. ——— (1993f), »Generalized eigenvector expansion for weakly perturbated discrete operators«, Matematički Vesnik, EMIS, 45 (1–4): 61–64, Zbl 0819.47026, pridobljeno 24. julija 2014
16. ——— (1994), »Trace formulas of Gelʹfand-Levitan type«, Publications de l'Institut Mathématique, nouvelle série, EMIS, 55(69): 51–63, ISSN 0350-1302, Zbl 0821.47010, pridobljeno 24. julija 2014
17. ——— (1995a), »An Estimation of Singular Values of Convolution Operators«, Proceedings of the American Mathematical Society, JSTOR, 123 (5): 1399–1409, doi:10.1090/S0002-9939-1995-1246522-3, ISSN 0002-9939, MR 1246522, Zbl 0827.47021, pridobljeno 24. julija 2014
18. ——— (1995b), »On a theorem of Ky-Fan type«, Matematički Vesnik, EMIS, 47 (1–2): 7–10, ISSN 0025-5165, Zbl 0862.47011, pridobljeno 24. julija 2014
19. ——— (1996a), »Some estimations of positive and negative eigenvalues for an inhomogeneous membrane«, Matematički Vesnik · Electronic Edition, EMIS, 48 (1–2): 11–14, ISSN 0025-5165, Zbl 0942.35123, pridobljeno 24. julija 2014
20. ——— (1. november 1996b), »On the Completeness of the System of Functions {eα(n+a)xsin(n+a)x}∞n=0«, Journal of Mathematical Analysis and Applications, ScienceDirect, 203 (3): 672–676, doi:10.1016/S0022-247X(96)90000-1, ISSN 1096-0813, Zbl 0889.42007
21. ——— (1996c), »Asymptotic behavior of eigenvalues of certain integral operators«, Publications de l'Institut Mathématique, nouvelle série, EMIS, 59(73): 95–113, ISSN 0350-1302, Zbl 1009.47014, pridobljeno 24. julija 2014
22. ——— (1996d), »The properties of the Cauchy transform on a bounded domain« (PDF), Journal of Operator Theory, www.theta.ro, 36 (2): 233–247, Zbl 0868.47024, pridobljeno 24. julija 2014
23. ——— (1996e), »Exact asymptotic behavior of the singular values of integral operators with the kernel having singularity on the diagonal«, Publications de l'Institut Mathématique, nouvelle série, EMIS, 60(74): 45–64, ISSN 0350-1302, pridobljeno 24. julija 2014
24. ——— (1996f), »A basis property of families of the Mittag-Leffler functions«, Matematički Vesnik · Electronic Edition, EMIS, 48 (3–4): 77–82, ISSN 0025-5165, Zbl 1030.30004, pridobljeno 24. julija 2014
25. ——— (1996g), »Some inequalities for entire functions of exponential type«, Matematički Vesnik · Electronic Edition, EMIS, 48 (3–4): 95–98, ISSN 0025-5165, Zbl 1029.30018, pridobljeno 24. julija 2014
26. ——— (Julij 1997a), »On an Inequality of Friedrich's Type«, Proceedings of the American Mathematical Society, JSTOR, 125 (7): 2115–2118, doi:10.1090/S0002-9939-97-03798-2, ISSN 0002-9939, MR 1376758, Zbl 0870.47006, pridobljeno 24. julija 2014
27. Milosavljević, Milan M.; ——— (september 1997b), »On generalized stable nonuniform sampling expansions involving derivatives«, IEEE Transactions on Information Theory, IEEE, 43 (5): 1714–1716, doi:10.1109/18.623179, ISSN 0018-9448, Zbl 0885.94005{{citation}}:  Vzdrževanje CS1: samodejni prevod datuma (povezava)
28. ———; Milinković, Darko Z. (1997c), »Asymptotic behavior of singular values of certain integral operators«, Publications de l'Institut Mathématique, nouvelle série, EMIS, 62(76): 83–98, ISSN 0350-1302, Zbl 0887.45002, pridobljeno 27. julija 2014
29. ——— (1997d), »Some estimates of the remainder in the expressions for the eigenvalue asymptotics of some singular integral operators«, Matematički Vesnik · Electronic Edition, EMIS, 49 (2): 129–137, ISSN 0025-5165, Zbl 0948.45001, pridobljeno 27. julija 2014
30. ——— (Avgust 1998a), »Spectral properties of the operator of Riesz potential type«, Proceedings of the American Mathematical Society, JSTOR, 126 (8): 2291–2297, doi:10.1090/S0002-9939-98-04325-1, ISSN 0002-9939, MR 1451794, Zbl 0896.47018, pridobljeno 27. julija 2014
31. ——— (1. maj 1998b), »Spectral properties of the Cauchy operator and its product with Bergman's projection on a bounded domain«, Proceedings of the London Mathematical Society, Londonsko matematično društvo, 76 (3): 667–684, doi:10.1112/S0024611598000367, ISSN 0024-6115, Zbl 0914.47025, pridobljeno 27. julija 2014
32. Pavlović, Miroslav; — (1. oktober 1998c), »On the inclusion H2(Un)⊂H2n(Bn) and the isoperimetric inequality«, Journal of Mathematical Analysis and Applications, ScienceDirect, 226 (1): 143–149, doi:10.1006/jmaa.1998.6061, ISSN 1096-0813, Zbl 0927.32004
33. ——— (1998d), »Spectral properties of the Cauchy operator and the operator of logarithmic potential type on L2 space with radial weight«, Matematički Vesnik · Electronic Edition, EMIS, 50 (3–4): 135–139, ISSN 0025-5165, Zbl 1029.47505, pridobljeno 27. julija 2014
34. ——— (1999a), »Exact asymptotic behavior of singular values of a class of integral operators«, Czechoslovak Mathematical Journal, dml.cz, 49 (4): 707–732, hdl:10338.dmlcz/127523, ISSN 0011-4642, MR 1746699, Zbl 1008.47045
35. ——— (1999b), »Relationship between the operators of Cauchy and logarithmic potential type«, Matematički Vesnik, EMIS, 51 (3–4): 91–96, ISSN 0025-5165, Zbl 1100.47507, pridobljeno 27. julija 2014
36. ——— (1. maj 2000a), »Fourier expansions with respect to the Rayleigh system«, Journal of Approximation Theory, ScienceDirect, 104 (1): 1–20, doi:10.1006/jath.1999.3443, ISSN 0021-9045, Zbl 1047.47034
37. ——— (1. september 2000b), »Spectral properties of the Cauchy transform in L2(C,dμ)«, Quarterly Journal of Mathematics, Oxford University Press, 51 (3): 307–312, doi:10.1093/qjmath/51.3.307, ISSN 0033-5606, Zbl 0976.47019, pridobljeno 28. julija 2014
38. ——— (2000c), »Спектральные свойства оператора типа потенциала Рисса и его произведения на проекцию Бергмана в ограниченной области«, Matematičeskij sbornik (v ruščini), Moskovsko matematično društvo, 191 (9): 23–42, doi:10.4213/sm505, ISSN 0368-8666 
 – angleška različica: »Spectral properties of an operator of Riesz potential type and its product with the Bergman projection in a bounded domain«, Sbornik: Mathematics, 191 (9): 1279–1300, 2000, doi:10.1070/sm2000v191n09ABEH000505, MR 1805596, Zbl 0990.47039
39. ——— (1. marec 2001a), »Estimates for the norm of powers of Volterra's operator through its singular values«, Mathematische Zeitschrift, Springer Verlag, 236 (3): 453–459, doi:10.1007/PL00004837, ISSN 0025-5874, Zbl 0984.47016
40. ——— (2001b), »Bilinear Expansions of the Kernels of Some Nonselfadjoint Integral Operators«, Matematički Vesnik, EMIS, 53 (3–4): 117–121, ISSN 0025-5165, Zbl 1029.47017, COBISS.SR 159118604, pridobljeno 28. julija 2014
41. ——— (Junij 2002a), »On the Distribution Singular Values of Toeplitz Matrices«, Proceedings of the American Mathematical Society, JSTOR, 130 (6): 1755–1764, doi:10.1090/S0002-9939-01-06259-1, ISSN 0002-9939, MR 1887023, Zbl 1045.47021, pridobljeno 28. julija 2014[a]
42. ——— (2002b), »Some new results in theory of operators«, Bulletin of Society of Mathematicians Banja Luka, imvibl.org, 9 (1–2): 7–10, ISSN 0354-5792, Zbl 1091.47500, pridobljeno 28. julija 2014
43. ——— (2004a), »Marcinkiewicz's theorem on operator multipliers of Fourier series«, Proceedings of the American Mathematical Society, JSTOR, 132 (2): 391–396, doi:10.1090/S0002-9939-03-07017-5, ISSN 0002-9939, MR 2022361, Zbl 1034.42011, pridobljeno 28. julija 2014
44. ——— (1. april 2004b), »Spectral Properties of the Commutator of Bergman's Projection and the Operator of Multiplication by an Analytic Function«, Canadian Journal of Mathematics, Kanadsko matematično društvo, 56 (2): 277–292, doi:10.4153/CJM-2004-013-8, ISSN 0008-414X, Zbl 1073.47027[b]
45. ——— (pomlad 2004c), »Spectral Estimates for the Commutator of Two-Dimensional Hilbert Transformation and the Operator of Multiplication with a $C^{1}$ Function«, Rocky Mountain Journal of Mathematics, projecteuclid.org, 34 (1): 125–137, doi:10.1216/rmjm/1181069895, ISSN 0035-7596, Zbl 1064.47018
46. ——— (Februar 2004d), »Unboundedness of the Bergman projections on $L^{p}$ spaces with exponential weights«, Proceedings of the Edinburgh Mathematical Society, journals.cambridge.org, 47 (1): 111–117, doi:10.1017/S0013091501000190, ISSN 0013-0915, Zbl 1077.47020
47. ——— (2005a), »Inequality of Poincaré-Friedrich's type on $L^{p}$ spaces«, Matematički Vesnik, EMIS, 57 (1–2): 11–14, ISSN 0025-5165, Zbl 1105.26012, COBISS.SR 159134732, pridobljeno 28. julija 2014
48. ——— (2005b), »Norm estimate of the Cauchy transform on $L^{p}(Ω)$«, Integral Equations and Operator Theory, Springer Verlag, 52 (4): 465–475, doi:10.1007/s00020-002-1290-9, ISSN 0378-620X, Zbl 1091.42013
49. ——— (2005c), »Норма и регуляризированный след преобразования Коши«, Matematičeskie zametki (v ruščini), Math-Net.Ru, 77 (6): 844–853, doi:10.4213/mzm2539, ISSN 0001-4346 
 – angleška različica: »The Norm and Regularized Trace of the Cauchy Transform«, Mathematical Notes, Springer Verlag, 77 (6): 777–786, 2005, doi:10.1007/s11006-005-0078-z, ISSN 0001-4346, Zbl 1091.47037, COBISS.SR 1027133109
50. ——— (1. avgust 2007a), »Estimate of the second term in the spectral asymptotic of Cauchy transform«, Journal of Functional Analysis, ScienceDirect, 249 (1): 55–74, doi:10.1016/j.jfa.2007.04.007, ISSN 0022-1236, Zbl 1123.44002
51. ——— (31. avgust 2007b), »Integration Operators on Bergman Spaces with Exponential Weight«, Revista Matemática Iberoamericana, Berlin: EMS Press, 23 (2): 421–436, doi:10.4171/RMI/501, ISSN 0213-2230, MR 2371433, Zbl 1146.47020
52. ———; Zhu, Kehe (25. januar 2008a), »Integral operators induced by the Fock kernel«, Integral Equations and Operator Theory, Springer Verlag, 60 (2): 217–236, arXiv:math/0612433, doi:10.1007/s00020-008-1558-9, ISSN 0378-620X, Zbl 1148.32004
53. ———; Jevtić, Miroljub; Vukotoć, Dragan (11. junij 2008b), »Norm of the Hilbert matrix on Bergman and Hardy spaces and a theorem of Nehari type«, Journal of Functional Analysis, ScienceDirect, 254 (11): 2800–2815, doi:10.1016/j.jfa.2008.02.009, ISSN 0022-1236, Zbl 1149.47017
54. ——— (2008c), »Norm of Berezin transform on $L^{p}$ space«, Journal d'Analyse Mathématique, Magnes Press (Hebrejska univerza v Jeruzalemu), 104 (1): 13–23, doi:10.1007/s11854-008-0014-8, ISSN 0021-7670, Zbl 1155.47051
55. ——— (13. junij 2008d), »Two sided norm estimate of the Bergman projection on $L^{p}$ spaces«, Czechoslovak Mathematical Journal, dml.cz, 58(133) (2): 569–575, doi:10.1007/s10587-008-0036-5, hdl:10338.dmlcz/128278, ISSN 0011-4642, MR 2411110, Zbl 1174.46018
56. ——— (2009a), »Boundedness of the Bergman projections on $L^{p}$ spaces with radial weights«, Publications de l'Institut Mathématique, nouvelle série, EMIS, 86(100): 5–20, doi:10.2298/PIM0900005D, ISSN 0350-1302, Zbl 1267.47048, pridobljeno 29. julija 2014
57. ——— (2009b), »Multipliers in the space of analytic functions with exponential mean growth«, Asymptotic Analysis, Amsterdam: IOS Press, 65 (3–4): 191–201, doi:10.3233/ASY-2009-0952, ISSN 0921-7134, Zbl 1191.30006, COBISS.SR 1024015285
58. ——— (1. januar 2010a), »Zygmund's inequality for entire functions of exponential type«, Journal of Approximation Theory, ScienceDirect, 162 (1): 42–53, doi:10.1016/j.jat.2009.02.003, ISSN 0021-9045, Zbl 1188.41005
59. ——— (2010b), »Cauchy operator on Bergman space of harmonic functions on unit disc«, Matematički Vesnik, EMIS, 62 (1): 63–67, ISSN 0025-5165, Zbl 1299.30111, COBISS.SR 514594202, pridobljeno 29. julija 2014
60. ——— (2010c), »The Kerzman-Stein operator for the ellipse«, Publications de l'Institut Mathématique, nouvelle série, EMIS, 87(101): 1–7, doi:10.2298/PIM1001001D, ISSN 0350-1302, Zbl 1299.47093, pridobljeno 29. julija 2014
61. ——— (2010d), »Integral operators induced by Bergman type kernels in the half plane«, Asymptotic Analysis, Amsterdam: IOS Press, 67 (3–4): 217–228, doi:10.3233/ASY-2010-0979, ISSN 0921-7134, Zbl 1202.30079
62. ——— (2010e), »Асимптотика спектра и регуляризованный след одного сингулярного интегрального оператора«, Matematičeskij sbornik (v ruščini), Moskovsko matematično društvo, 201 (8): 31–44, doi:10.4213/sm7559, ISSN 0368-8666 
 – angleška različica: »Spectral asymptotics and the regularized trace of a singular integral operator«, Sbornik: Mathematics, 201 (8): 1121–1134, 2010, Bibcode:2010SbMat.201.1121D, doi:10.1070/SM2010v201n08ABEH004106, MR 2907821, Zbl 1211.45001
63. ——— (15. marec 2011a), »Asymptotic behavior of the singular values of a generalization of the operator fractional integration«, Journal of Mathematical Analysis and Applications, ScienceDirect, 375 (2): 677–684, doi:10.1016/j.jmaa.2010.09.061, ISSN 1096-0813, Zbl 1256.47030
64. ——— (29. marec 2011b), »Regularized trace of the inverse of the Dirichlet Laplacian«, Communications on Pure and Applied Mathematics, John Wiley & Sons, 64 (8): 1148–1164, doi:10.1002/cpa.20368, ISSN 0010-3640, Zbl 1257.35139
65. ——— (2012a), »On the best constants in some inequalities for entire functions of exponential type«, Matematički Vesnik, EMIS, 64 (1): 53–59, ISSN 0025-5165, Zbl 1289.42001, pridobljeno 30. julija 2014
66. ——— (21. junij 2012b), »Regularized Trace of the Cauchy Transform«, Integral Equations and Operator Theory, Springer Verlag, 74 (1): 43–49, doi:10.1007/s00020-012-1980-x, ISSN 0378-620X, Zbl 1266.45004
67. ——— (15. november 2012c), »The asymptotic behavior of the singular values of the convolution operators with kernels whose Fourier transforms are rational functions«, Journal of Mathematical Analysis and Applications, ScienceDirect, 395 (2): 496–500, doi:10.1016/j.jmaa.2012.05.013, ISSN 1096-0813, Zbl 1247.42010
68. ——— (24. januar 2013a), »An Asymptotic Formula Concerning the Eigenvalues of the Dirichlet Laplacian in a Planar Domain«, Potential Analysis, Springer, 39 (2): 195–202, doi:10.1007/s11118-012-9328-3, ISSN 0926-2601, Zbl 1277.47024
69. ——— (Marec 2013b), »Levin-Golovin theorem for the system of functions associated to Dunkl transform«, Journal of Approximation Theory, ScienceDirect, 167 (2): 211–219, doi:10.1016/j.jat.2012.12.006, ISSN 0021-9045, Zbl 1272.46017
70. ——— (2013c), »Spectral properties of the simple layer potential type operators«, Rocky Mountain Journal of Mathematics, projecteuclid.org, 43 (3): 855–875, doi:10.1216/RMJ-2013-43-3-855, ISSN 0035-7596, Zbl 1278.47027
71. ——— (1. november 2014), »Spectral properties of the operator of Bessel potential type«, Journal of Mathematical Analysis and Applications, ScienceDirect, 419 (1): 255–272, doi:10.1016/j.jmaa.2014.04.023, ISSN 1096-0813, Zbl 1294.47068[c]
72. ——— (26. februar 2015), »Regularized trace of the operator of Riesz potential type on bounded domain in C«, Advances in Mathematics, Elsevier, 272: 330–349, doi:10.1016/j.aim.2014.11.018, ISSN 0001-8708, Zbl 1311.47062[c]

## Gelerija
- Milutin Dostanić leta 1982
- Milutin Dostanić leta 1982
- Milutin Dostanić leta 1982
- Milutin Dostanić leta 1984
- Milutin Dostanić leta 1987
- Milutin Dostanić leta 1996
- Milutin Dostanić leta 2005
- Milutin Dostanić leta 2006
- Milutin Dostanić leta 2009
- Milutin Dostanić leta 2012
- Milutin Dostanić leta 2012